# Cis neoguineensis
Cis neoguineensis es una especie de coleóptero de la familia Ciidae.

## Distribución geográfica
Habita en  Nueva Guinea.